# Vladimír Holan

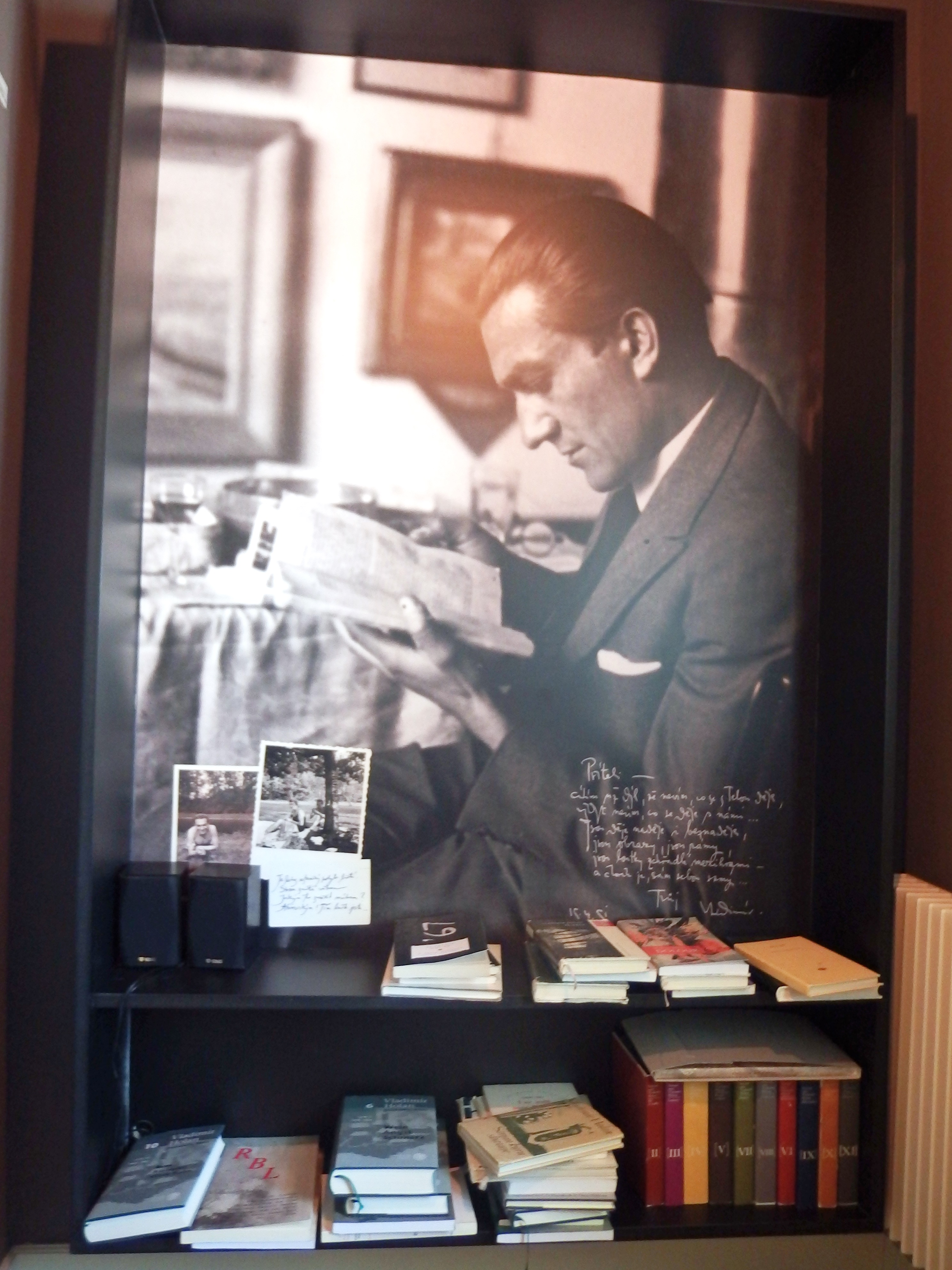
Vladimír Holan

Vladimír Holan (* 16. September 1905 in Prag; † 31. März 1980 ebenda) war einer der bedeutendsten tschechischen Lyriker des 20. Jahrhunderts.
Seine dichterische Laufbahn im Zeichen der böhmischen Avantgardeströmung begann für Holan 1926. Die gesammelten Werke seiner Schaffenszeit umfassen vierzehn Bände, die auch in deutscher Sprache herausgegeben werden.
Seine hermetischen Gedichte der dreißiger Jahre brachten seine eigene, unverwechselbare Poetik zur Entfaltung und Holan gehörte damit zu den bedeutenden Vertretern des Poetismus. In der Zeit der Okkupation seines Landes wurde er zum Ankläger des Nationalismus und nach der Befreiung ein begeisterter Anhänger der Sowjetunion.
Er wurde trotzdem von den Kommunisten mit Publikationsverbot belegt. Seine große Enttäuschung schrieb er in seinem Werk Nacht mit Hamlet nieder. Nach dem Prager Frühling wurden die Werke Holans auch international bekannt und wurden in mehrere Sprachen übersetzt.

## Frühwerk
Vladimír Holans so genanntes kanonisches Frühwerk umfasst die Bände Das Wehen (Vanutí, 1932), Der Bogen (Oblouk, 1934) und Stein, kommst du… (Kameni, přicházíš…, 1937). Der Lyrikband Das Wehen (Vanutí) ist eigentlich Holans dritte Gedichtsammlung, jedoch die erste, die im Nachhinein vor der Selbstkritik des Dichters bestehen kann. Von den früheren beiden Lyrikbüchern Der schwärmerische Fächer (Blouznivý vějíř, 1926) und Triumph des Todes (Triumf smrti, 1930) distanziert er sich später. Mit seinem Frühwerk tritt Holan das Erbe der Symbolisten und ihrer Nachfolger an und verweigert sich dem Poetismus, in dessen Zeichen noch sein Debüt steht. Seine Verse sind nun nicht mehr leicht, optimistisch, erotisch und der zweckfreien Ästhetik gewidmet, sondern zeichnen sich durch Formstrenge, metaphysischen Ernst, Dunkelheit und Tragik aus. Damit entdeckt Holan die poésie pure wieder und knüpft an Dichter wie Stéphane Mallarmé, Rainer Maria Rilke und Paul Valéry an.
Die dem Poetismus folgende nächste avantgardistische Strömung, der tschechische Surrealismus, kann den Dichter genauso wenig für sich gewinnen. Holan probiert, wie auch andere Dichter, z. B. František Halas, Bohuslav Reynek usw., eine neue anti-avantgardistische Poetik aus. Dabei knüpft er an den Symbolismus an, ergibt sich ihm jedoch nicht völlig. Manche seiner Gedichte, die formal und in der Diktion scheinbar im Zeichen der Symbolisten stehen, spiegeln wider, dass sich Holan von dieser Strömung bereits entfernt. Während die Symbolisten die Wahrheit hinter der Illusion suchen, die sie als trügerisches Hindernis vor dem eigentlichen Wesen der Dinge empfinden, gesteht Holan dem Schein daseinserhaltende Kraft zu. Damit knüpft er an Nietzsche an und macht den Gott des Scheins, Apollon, dessen Gefolge und Symbole zu Motiven innerhalb seiner Dichtung. Diese Entwicklung setzt im zweiten Band Der Bogen (Oblouk) ein und wird in Stein, kommst du… (Kameni, přicházíš…) fortgeführt.
Der dritte Lyrikband bringt zudem neue Inhalte. Holan äußert sich zur düsteren politischen Lage in Europa und legt hier den Grundstein für seine spätere politische Lyrik. Auch formal gibt es Neuerungen: Die Verse werden kürzer, es tauchen wieder freie Rhythmen auf und der gesamte Duktus wird straffer und durchsichtiger. Die Entwicklung innerhalb von Holans Frühwerk geht allmählich vonstatten, sie ist nicht so sprunghaft wie noch am Anfang seines Schaffens, wobei das Dunkle, als Unergründlichkeit und als Düsternis, zu jedem Zeitpunkt im Zentrum seiner Poetik steht.

## Politische Lyrik
Holans politische Lyrik macht nur einen Bruchteil seines Gesamtwerks aus, doch gerade dieser kann vielleicht am eindeutigsten zwischen der Symbolwelt holanscher Gedichte und der Realität vermitteln.
Zur Zeit des spanischen Bürgerkriegs wagte Holan sich mit Europa 1936 (Evropa 1936), An die spanischen Arbeiter (Španělským dělníkům), Madrid I/ II (alle in Stein, kommst du...; Kameni, přicházíš..., 1937) erstmals auf politisch brisantes Terrain.
Die Gedichte rund um den spanischen Bürgerkrieg sind kurz und übersichtlich, jedoch für den Leser, der nach politischer Brisanz sucht, beinahe unverständlich. Holans Liebe zum Sprachspiel, vor allem zur Symbolik, ist in seinem Frühwerk (bis 1937) noch sehr viel ausgeprägter als eine allgemein verständliche Darstellung bzw. Analyse des Geschehens.
Dies ändert sich schlagartig ab 1938. Das Münchner Abkommen, das im Zuge der Appeasement-Politik die deutsch-tschechische Grenze zu Gunsten Deutschlands neu regelte, traf die Tschechoslowakei aus dem Hinterhalt. Das führte einerseits dazu, dass ein bis dahin „nur“ an ästhetischen Formen feilender Lyriker wie Holan sich für die aktuelle Politik zu interessieren begann. Andererseits schlug sich die stärkere Präsenz der Deutschen in der Zensur nieder. Holans Antwort an Frankreich, niedergeschrieben am 30. September 1938, d. h. einen Tag nach der Bekanntgabe des Abkommens, durfte nicht erscheinen. Das Münchner Abkommen verarbeitete er in Antwort an Frankreich (Odpověd Francii), September 1938 (Září 1938), Dreikönigsgesang (Zpěv tříkrálový) (alle in Mit der Rabenfeder (Havraním brkem), 1946).
Während der Okkupationszeit schrieb er u. a. Traum (Sen) 1939, Chor (Chór), ersch.1964, Spaziergang im Park (Procházka v parku) 1939.
Das Spiel mit der Symbolik gewann in der Okkupationszeit dadurch einen neuen Reiz, dass es nun auch politisch eingesetzt werden konnte. Die geschickte Verwendung von poetischen Stilmitteln konnte ein Gedicht durch die Zensur schleusen. Holans gewohnt düstere Poetik traf sich dabei gut mit dem dunklen Kapitel der Zeit des Nationalsozialismus. So drückt er die allgegenwärtige Bedrohung in Spaziergang im Park durch die Nacht aus, in Traum bedient er sich der Chiffre des Nichts, wohingegen er in dem Gedichtzyklus September 1938 auf Analogien zu entfernteren Epochen zurückgreift. So spielt er in Eine Nacht aus der Ilias (Noc z Íliady) auf Homer an, während er in Die Heimkehr Máchas (Návrat Máchův) dem tschechischen Nationalhelden der Romantik huldigt. Solche und ähnliche Anleihen an Literatur, Geschichte und tschechische Tradition stellten während der Bedrohung durch die Nationalsozialisten eine Art Refugium dar, das an den Zusammenhalt aller tschechischen Bürger appellierte. Holan verfremdet dabei weiterhin die Realität in einem solchen Grade, dass einmaliges Lesen in der Regel nicht zum Verständnis des Textes führt. Seine Gedichte bleiben somit Kunstwerke, die nicht nur politisches Programm sind, sondern vor allem in ästhetischer Hinsicht verstanden werden wollen.
Die Rote Armee wurde 1945 von vielen Tschechen begeistert empfangen. Der Ankunft der Sowjets wurde dankbar als Befreiung von der nationalsozialistischen Herrschaft empfunden, wie auch die Werke Holans bezeugen. Seine Lyrik wurde nach dem Krieg prosaischer und somit auch realistischer. Was die Lobgesänge auf das stalinsche Heer angeht, kann man sogar vermuten, dass sein Anspruch weniger ein künstlerischer als ein ideologischer war. Zwischen der hermetischen Lyrik der Kriegszeit und der unverschlüsselten, ja euphemistischen Botschaft der Nachkriegslyrik liegen Welten. Dass Holan nach der endgültigen Machtergreifung der Sowjetunion im Februar 1948 mit dem Schreiben an die englischen und amerikanischen Dichter einen weiteren Lobgesang dieser Art dichtet, zeigt, wie verbunden er sich dem „Bruder“ im Osten fühlte.
Der Befreiung durch die Rote Armee gedachte er in seinem Lobgesang Dank an die Sowjetunion (Dík Sovětskému svazu) 1945, ferner in Panychida 1945, Die Rotarmisten (Rudoarmějci) 1947, Schreiben an die englischen und amerikanischen Dichter (List anglickým a americkým básníkům) 1948, sowie in einigen Gedichten aus dem Zyklus Dir (Tobě) 1947.
Dennoch verhängte die kommunistische Regierung 1949 auch über Holan ein Publikationsverbot, das 13 Jahre dauern sollte. Die Restriktion gegen Holan wurde 1955 teilweise aufgehoben, so dass Babaja erscheinen konnte. Es handelt sich um vollkommen unpolitische Kindergedichte, die sich um seine Tochter Kateřina drehen. Erst 1963 durfte Holan wieder veröffentlichen, äußerte sich nun aber nicht mehr zum politischen Geschehen.
Es bleibt dennoch anzumerken, dass drei seiner posthum erschienenen Gedichte (Böhmen A.D. 1969, Die Wölfe, 1974) zunächst der Zensur zum Opfer fielen. Sie sind politisch nicht ohne Brisanz und zeugen gleichzeitig von einem sehr persönlichen Holan. Der Dichter gestattet sich in 1974 gar einen (selbst-)ironischen Blick auf die übertriebene Verehrung Máchas und rechnet so gleichzeitig mit der zweifelhaft gewordenen Vaterlandsliebe ab
Gedichte wie Böhmen A.D. 1969 (Čechy L.P. 1969), Wölfe (Vlci) und 1974 zeigen, dass Holan das politische Geschehen gleichwohl weiterhin als Dichter verfolgte (alle in Der Abgrund des Abgrunds (Propast propasti)).

## Späte Lyrik
Sbohem? – Mit Gott? (1972–1977)

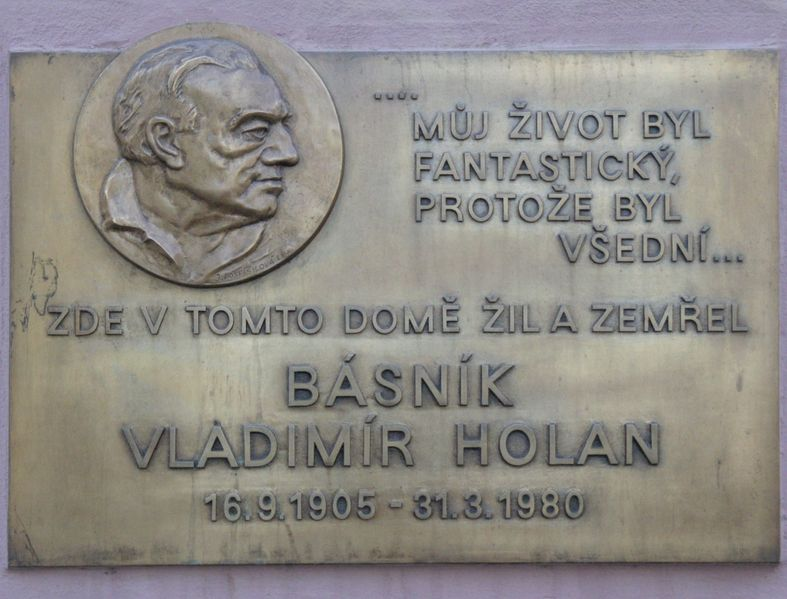
Gedenktafel

Der Lyrikband Mit Gott? (Sbohem?) entsteht zwischen 1972 und 1977 als letzter Lyrikband Vladimír Holans und erscheint postum 1982. Nach dem Jahr 1977 schreibt der Dichter nicht mehr. Das Spätwerk ist vor allem durch formale Vereinfachung gekennzeichnet. Mit minimalen Mitteln erreicht Holan durch seine künstlerischen Fertigkeiten maximale Wirkung. Die rätselhaften, schwer auflösbaren Metaphern und labyrinthischen Kompositionen verschwinden. Die Gedichte werden kürzer, sie bestehen aus ein, manchmal aus zwei ungereimten, freirhythmischen Strophen mit einfachen Aussagen, Dialogen und direkter Rede.
Sbohem? hat kein zentrales Thema oder Motto, es ist vielmehr eine Sammlung aller von Holan im Laufe seines Schaffens verwendeten Themen und Techniken. Der Band präsentiert jedoch nicht lediglich Ergebnisse einer langen Dichterlaufbahn, sondern formuliert Zweifel und stellt Fragen. So fällt auf, dass nicht nur der Titel mancher Gedichte, sondern auch die Überschrift der ganzen Sammlung mit einem Fragezeichen versehen ist. Die Inhalte von Sbohem? sind sehr mannigfaltig. Zahlreiche Gedichte haben zwischenmenschliche Beziehungen zum Thema – Alltagssituationen eines Liebespaars, gescheiterte Partnerschaft oder flüchtige Bekanntschaften. Die Menschen in Sbohem? repräsentieren Stufen eines ganzen Lebens: Kinder, Erwachsene und Greise erscheinen auf der Bildfläche. Aber auch andere Themen wie Naturereignisse, antike Motive, abstrakte Gedanken, Historisches und Autobiographisches erhalten genügend Raum.
Eine Besonderheit in dieser Themenvielfalt stellen die Gedichte mit politischen Motiven dar. Man kann nicht von politischer Lyrik sprechen, wie sie Holan in den 30er und 40er Jahren verfasst, denn die politischen Motive bilden nur einen Bruchteil der Sammlung. Was sie dennoch bemerkenswert macht, ist die Tatsache, dass der Dichter nach längerem Schweigen zur politischen Situation hier erstmals wieder Stellung bezieht. Obwohl die politische Thematik meist nur dezent angedeutet wird, kann Sbohem? nur unter Opferung der Gedichte Vlci (Wölfe) und 1974 die Zensur passieren. Die beiden Gedichte erscheinen nach der Samtenen Revolution zunächst in Zeitschriften und werden dann in die tschechische Gesamtausgabe von Holans Werken (2001) an ihren ursprünglichen Platz aufgenommen.

## Werke (in deutscher Übersetzung)
- Nacht mit Hamlet. Übertragen von Reiner Kunze. Merlin, Gifkendorf 1969
- Rückkehr. Ausgewählte Gedichte. Wilhelm Schmitz, Wettenberg-Launsbach 1980
- Die Kiefer. Herbst 3. Zwei Gedichte, in Bernhard Setzwein, Edith Ecker, Hgg.: Tschechische Gegenwartsliteratur. Heft 27–28 von Passauer Pegasus. Zeitschrift für Literatur. 14. Jg. Karl Krieg, Passau 1996 ISSN 0724-0708 S. 63f., Übers. Christa Rothmeier
- Gesammelte Werke in 14 Bänden, zweisprachig: deutsch-tschechisch, herausgegeben von Urs Heftrich und Michael Špirit; Mutabene, Köln 2003; wieder bzw. in Fortsetzung bei Carl Winter, im Universitätsverlag zu Heidelberg ab 2009
  - 1.: Lyrik I. 1932–1937. Das Wehen. Der Bogen. Stein, kommst Du ... . Mutabene, Köln 2005, ISBN 3-934041-05-1; Winter, Heidelberg 2009, ISBN 3-8253-5539-X
  - 2.: Lyrik II. 1937–1954. Lärmschatten. Ohne Titel. Mozartiana.,  Winter, Heidelberg 2012, ISBN 978-3-8253-5983-6;
  - 6.: Lyrik V. 1949–1955. Wein. Angst. Schmerz. Übers. Viktoria Funk-Nesic, Urs Heftrich und Michael Špirit., Winter; 2009 ISBN 3-8253-5522-5
  - 8.: Epische Dichtungen III: Nacht mit Hamlet und andere Poeme., Mutabene, Köln 2003, ISBN 3-934041-02-7; Winter, Heidelberg 2009 ISBN 3-8253-5540-3
  - 9.: Lyrik VI. 1961–1965. In den letzten Zügen., Winter, Heidelberg 2020, ISBN 978-3-8253-4671-3
  - 10.: Lyrik VII: 1966–1967. Dem Asklepios einen Hahn. Universitätsverlag Winter, Heidelberg 2015, ISBN 978-3-8253-6375-8
  - 11.: Lyrik VIII: 1968–1971. Das Vorletzte., Winter, Heidelberg 2018, ISBN 978-3-8253-6785-5